# Minokamo
Minokamo (美濃加茂市 -shi) é uma cidade japonesa localizada na província de Gifu.
Em 2003 a cidade tinha uma população estimada em 51 543 habitantes e uma densidade populacional de 688,99 h/km². Tem uma área total de 74,81 km².
Recebeu o estatuto de cidade a 1 de Abril de 1954.